# Pseudopimelodus
Pseudopimelodus is een geslacht van straalvinnige vissen uit de familie van de antennemeervallen (Pseudopimelodidae).

## Soorten
- Pseudopimelodus bufonius (Valenciennes, 1840)
- Pseudopimelodus charus (Valenciennes, 1840)
- Pseudopimelodus mangurus (Valenciennes, 1835)
- Pseudopimelodus pulcher (Boulenger, 1887)
- Pseudopimelodus schultzi (Dahl, 1955)